# Unión Juárez kommun
Unión Juárez är en kommun i Mexiko.   Den ligger i delstaten Chiapas, i den sydöstra delen av landet, 900 km sydost om huvudstaden Mexico City. Antalet invånare är 14 089. Arean är 268 kvadratkilometer.
Terrängen i Unión Juárez är bergig åt nordost, men åt sydväst är den kuperad.
Följande samhällen finns i Unión Juárez:
- Santo Domíngo
- Trinidad
- Córdova Matasanos
- El Desengaño
- Eureka
- Chiquihuite
- San Rafael
- El Desenlace
- San José
- Fracción Nueva Esperanza
- Cerro del Carmen
- Los Alpes
- Santa Teresa
- San Isidro
- Libertad
- Fracción Barrio Nuevo
- Sonora